# Chlorophytum tenerrimum
Chlorophytum tenerrimum är en sparrisväxtart som beskrevs av Albert Peter och Karl von Poellnitz. Chlorophytum tenerrimum ingår i släktet ampelliljor, och familjen sparrisväxter. Inga underarter finns listade i Catalogue of Life.